# 昭容
昭容（しょうよう）は、中国の南朝宋以降の後宮における皇帝の側室の称号。
宋の孝武帝の時代に昭容などの号が制定された。名の出典は前漢の舞楽『昭容』であるという。南朝において、皇后、三夫人に次ぐ「九嬪」の一つとなっていた。北斉においては「八十一御女」の一つであった。
唐から五代十国においては九嬪の一つであった。宋朝においては十八嬪の一つとなっていて、正二品に相当する。明の前期においては嬪に相当する。清代に廃止されている。
李氏朝鮮では『経国大典』によると、昭容は正三品の後宮であった。